# Municipio de Denison (Iowa)
El municipio de Denison (en inglés: Denison Township) es un municipio ubicado en el condado de Crawford en el estado estadounidense de Iowa. En el año 2010 tenía una población de 8682 habitantes y una densidad poblacional de 94,96 personas por km².

## Geografía
El municipio de Denison se encuentra ubicado en las coordenadas 41°59′3″N 95°23′32″O / 41.98417, -95.39222. Según la Oficina del Censo de los Estados Unidos, el municipio tiene una superficie total de 91.42 km², de la cual 91.33 km² corresponden a tierra firme y (0.11%) 0.1 km² es agua.

## Demografía
Según el censo de 2010, había 8682 personas residiendo en el municipio de Denison. La densidad de población era de 94,96 hab./km². De los 8682 habitantes, el municipio de Denison estaba compuesto por el 71.55% blancos, el 2.19% eran afroamericanos, el 0.56% eran amerindios, el 0.97% eran asiáticos, el 0.17% eran isleños del Pacífico, el 22.32% eran de otras razas y el 2.23% pertenecían a dos o más razas. Del total de la población el 40.57% eran hispanos o latinos de cualquier raza.